# Carl Theodor Körner
Carl Theodor Körner (Drezda, 1791. szeptember 23.– Gadebusch, 1813. augusztus 26.) német költő.

## Családja
Édesapja, Christian Gottfried Körner (1756-1831) író és jogász, elkészítette Friedrich Schiller műveinek első teljes kiadását. Theodor nővére Emma Sophie Körner (1788-1815) festő volt.

## Pályája
1808-tól 1810-ig a freibergi bányászati akadémiát látogatta, azután Lipcsébe ment jogot tanulni. Betegségbe esvén, 1811 nyarán Karlsbadba, onnan Bécsbe ment, ahol Kotzebue közbenjárására alkalmazást kapott mint színházi költő. Már Lipcsében adta ki költeménykötetét Knospen címen (1810); ezeket követték drámai művei: Die Braut; Der grüne Domino; Der Nachtwächter; Toni; Die Sühne; Zrínyi; Hedvig és Rosamunde. Részt vett mint hadnagy a Napóleon elleni szabadságharcban, éspedig a Lützow-féle szabadcsapatban. 1813. június 17-én a Kitzen melletti ütközetben súlyos sebet kapott és Karlsbadba került, ahol meggyógyult. Azután visszament a csapathoz, ahol Lützow adjutánsa lett. Augusztus 26-án, egy órával az ütközet előtt megírta hattyúdalát, a Schwertliedet. Az ütközetben, amelyben hősies részt vett, elesett és Wöbbelin mellett, egy vén tölgyfa alatt temették el. Mecklenburg-Schwerin hercege a tölgyet környező teret Körner apjának adományozta és a helyet emlékmű díszíti, amely alatt ott pihen Körner nővére és apja is.
Hazafias érzésű szenvedélyes csatadalai és lírai költeményei tették ismertté nevét. Körner eleinte a Kotzebue-iskola híve volt; drámáiban Schillert utánozta. Ez az utánzás legszembeszökőbb a Zrínyi című tragédiában, amely annak idejében óriási hatást tett Bécsben, de drámai tekintetben sok kifogás alá esik (magyarra fordította Petrichevich-Horváth Dániel prózában, Kolozsvár, 1819). E dráma előadásával nyitotta meg kapuit 1821. március 11-én a kolozsvári nemzeti színház. Kölcsey Ferenc tanulmányt írt róla. Írt elbeszéléseket és drámai műveket is, többet közülük Szemere Pál fordított magyarra. Mint dalköltő kiváló, maradandó érdemeket szerzett. Szabadságdalai egész Németországban visszhangzottak és lángra gyújtották a szíveket. Dalait Leier und Schwert cím alatt az apja adta ki először, majd később Gottschall, bevezetéssel (Lipcse, 1868). Összes műveit Streckfuss adta ki (1 kötetben, Berlin, 1834 és 4 kötetben, 1838) és sok kiadást ért meg. A költőnek Drezdában is állítottak emléket.

## Művei

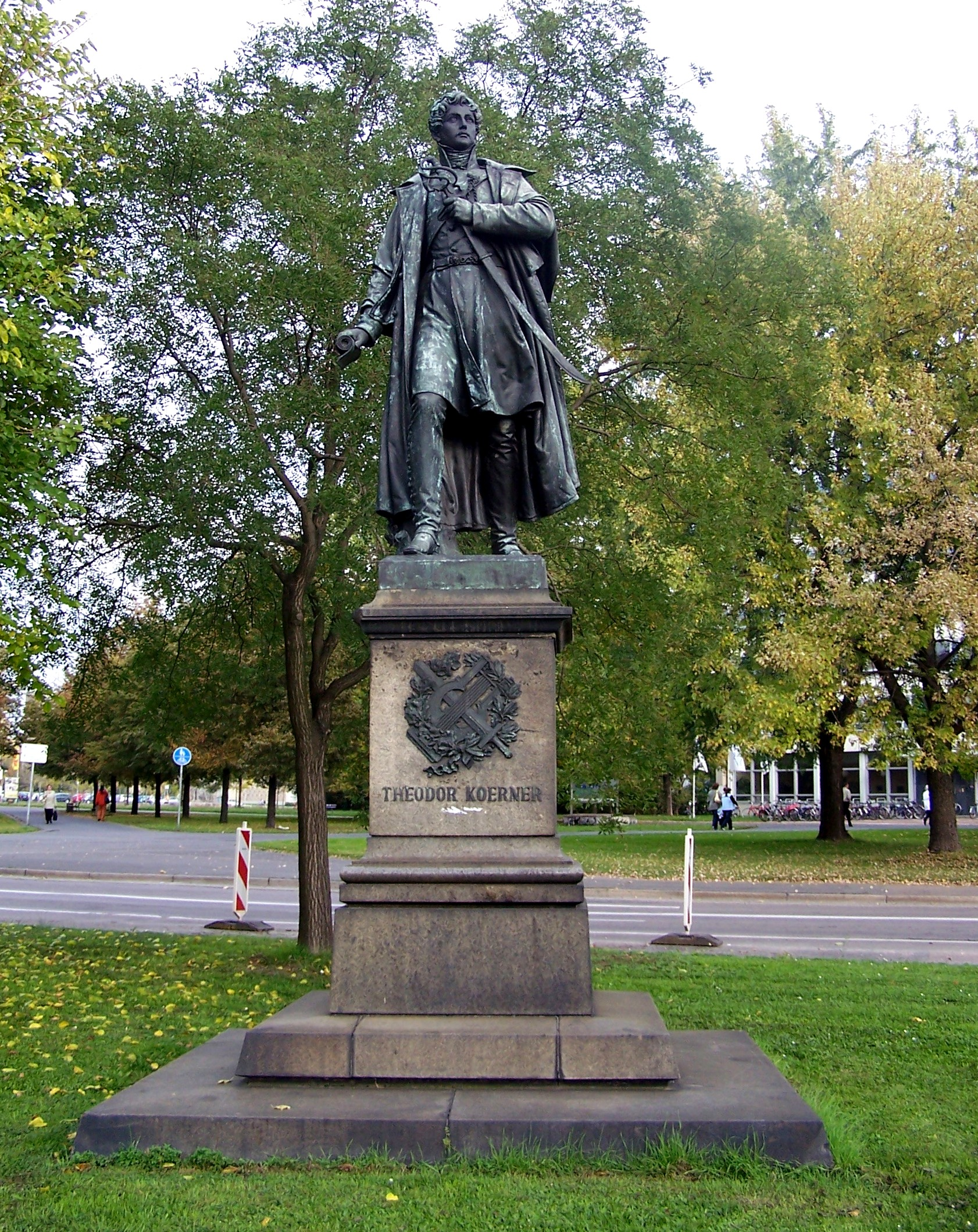
Körner szobra Drezdában (Ernst Julius Hähnel alkotása)

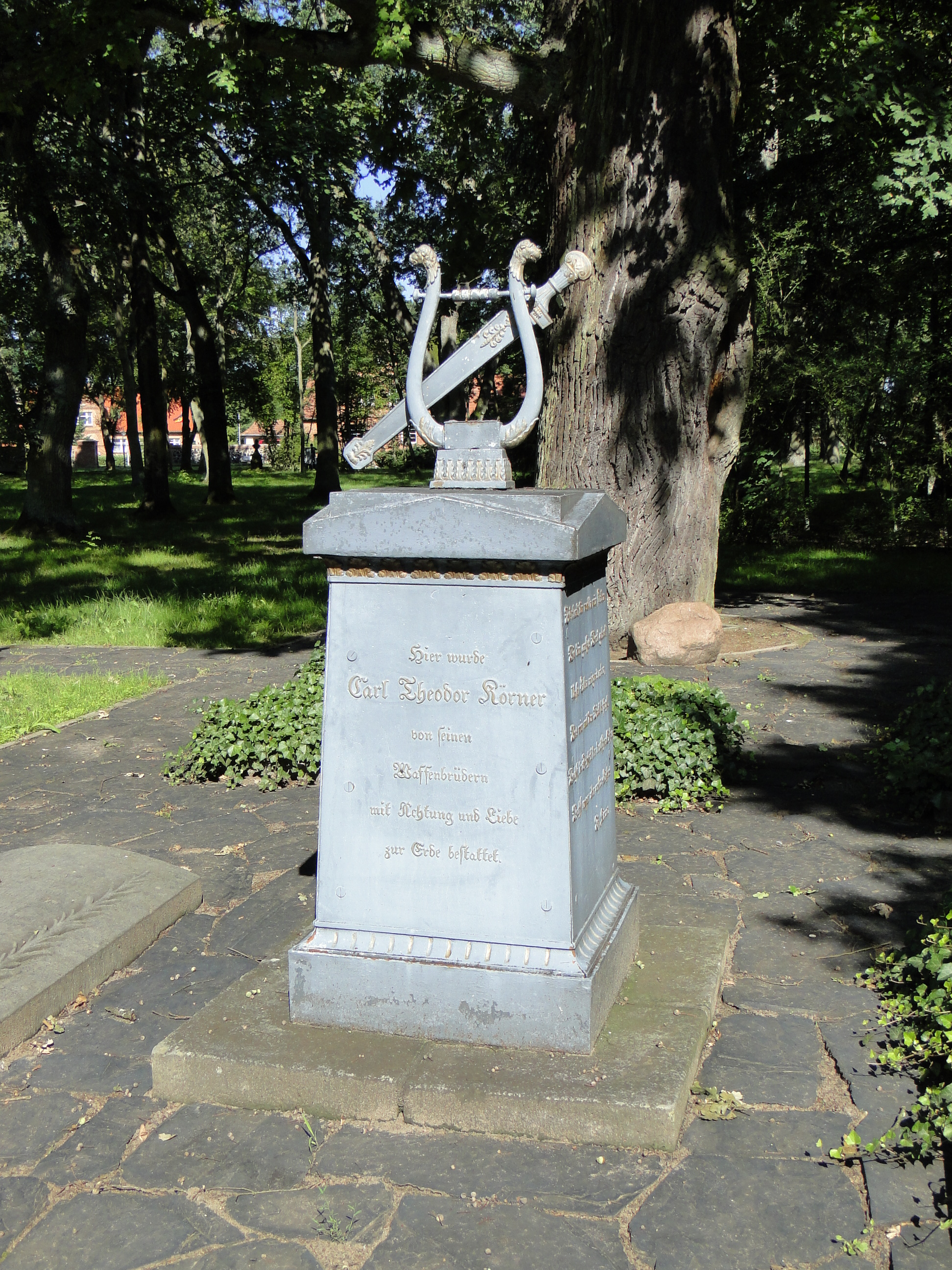
Síremléke Wöbbelinben

### Költemények
- „Die Monatssteine“ (1810)
- „Harras, der kühne Springer“ (1810)
- „Knospen“ (1810)
- Zwölf freie deutsche Gedichte (1813)
- Leyer und Schwerdt (1814)

### Drámák
- Die Blumen (1812 vagy korábban)
- Der Kampf mit dem Drachen (1811)
- Das Fischermädchen, oder: Haß und Liebe (1811)
- Die Braut (1811)
- Der grüne Domino (1811)
- Der Nachtwächter (1812)
- Der Vetter aus Bremen (1812)
- Toni (1812, zene: Carl Steinacker)
- Die Sühne (1812)
- Rosamunde (1812)
- Hedwig (1812)
- Zriny (1812)
- Der vierjährige Posten (1812)
- Die Gouvernante (1813)
- Joseph Heyderich oder deutsche Treue (1813)
- Die Bergknappen
- Alfred der Große
- Brinn (1896)

### Elbeszélések
- Die Reise nach Schandau (1810)
- Die Reise nach Wörlitz (1810)
- Woldemar
- Hans Heiling’s Felsen (1811)
- Die Harfe (1811)

## Magyarul
- Zrínyi. Vitézi szomorú játék; ford. Petrichevich Horváth Dániel; Református Kollégium Ny., Kolozsvár, 1819
- Zrínyi. Történelmi drámai zenekép; Körner drámájának szabad felhasználásával szöveg és zeneköltemény Adelburg Ágost; Poldini Ny., Pest, 1868
- Körner Tivadar: Zrínyi. Szomorújáték; ford. Szemere Pál; Franklin, Bp., 1879 (Olcsó könyvtár)
- Zrínyi vagy Szigeth megvétele. Szomorújáték; ford. Hermán József; Winter Ny., Nagyszombat, 1883 (Ifjúsági színház)
- Hedvig, a bandita-menyasszonya, vagy A sziklavári hős leány; Körner Tivadar színműve után átdolg. Zágon Antal; Méhner, Bp., 1885 (Mulattató és hasznos olvasmányok a magyar nép számára)
- A szigetvári hősök. Történeti színmű; átdolg. Bárány Ferenc; Szalézi Művek, Rákospalota, 1930 (A mi színházunk)
- Antal apó mennyországa; Csárdás, Bp., 1943

## Fordítás
- Ez a szócikk részben vagy egészben a Theodor Körner (Schriftsteller) című német Wikipédia-szócikk fordításán alapul.  Az eredeti cikk szerkesztőit annak laptörténete sorolja fel. Ez a jelzés csupán a megfogalmazás eredetét és a szerzői jogokat jelzi, nem szolgál a cikkben szereplő információk forrásmegjelöléseként.